# 브랜드 확장
브랜드 확장(brand extension)은 잘 발달된 이미지를 가진 제품을 마케팅하는 기업이 다른 제품 카테고리에서 동일한 브랜드 이름을 사용하는 마케팅 전략이다. 신제품을 스핀오프(spin-off)라고 한다.
조직은 이 전략을 사용하여 브랜드 자산(정의: 유명한 이름의 순 가치와 장기적인 지속 가능성)을 늘리고 활용한다. 브랜드 확장의 예로는 젤로 푸딩 팝을 만드는 젤로 젤라틴이 있다. 이는 브랜드 이름에 대한 인지도를 높이고 둘 이상의 제품 카테고리를 제공함으로써 수익성을 높인다.
1990년대에는 신제품의 81%가 브랜드 확장을 통해 새로운 브랜드를 소개하고 매출을 창출했다. 신제품 출시에는 시간이 많이 소요되지만 브랜드 인지도를 높이고 제품의 장점을 홍보하려면 막대한 예산이 필요하다. 브랜드 확장은 핵심 브랜드 자산으로 인해 소비자의 인식을 향상시키기 위해 모 브랜드 이름을 사용함으로써 재무 위험을 줄일 수 있는 신제품 개발 전략 중 하나이다.
브랜드 확장 전략에는 상당한 이점이 있을 수 있지만 브랜드 이미지가 희석되거나 심각하게 손상되는 상당한 위험도 있을 수 있다. 브랜드 확장을 위한 잘못된 선택은 핵심 브랜드를 희석 및 악화시키고 브랜드 자산을 손상시킬 수 있다. 대부분의 문헌은 소비자 평가와 모브랜드에 대한 긍정적인 영향에 초점을 맞추고 있다. 실제 사례에서는 브랜드 확장의 실패율이 성공률보다 높다. 일부 연구에서는 부정적인 영향이 브랜드 이미지와 자산을 희석시킬 수 있음을 보여준다. 브랜드 확장의 긍정적인 영향에도 불구하고 부정적인 연상과 잘못된 커뮤니케이션 전략은 모 브랜드, 심지어 브랜드 계열에도 해를 끼친다.
브랜드의 "확장성"은 소비자의 연상이 브랜드의 가치와 목표에 얼마나 강한지에 따라 달라진다. 랠프 로런의 폴로 브랜드는 의류에서 침구, 수건 등 홈 가구로 성공적으로 확장되었다. 의류와 침구 모두 리넨으로 만들어지며 편안함과 편안함이라는 유사한 소비자 기능을 수행한다. 암 앤 해머(Arm & Hammer)는 기본 베이킹 소다부터 구강 관리 및 세탁 관리 카테고리까지 브랜드 자산을 활용했다. 핵심 속성인 핵심 제품의 세척 및 탈취 특성을 강조함으로써 암 앤 해머는 이러한 속성을 새로운 카테고리로 성공적으로 활용할 수 있었다. 또 다른 예는 처음에는 브랜드를 교통수단(비행기, 기차)부터 버진 메가스톤같은 게임 상점 및 비디오 상점까지 여러 번 성공적으로 확장한 음반사였던 버진 그룹이다.
제품 확장(product extension)은 목표 시장의 한 부문에 서비스를 제공하고 제품의 다양성을 높이는 동일한 상위 제품의 버전이다. 제품 확장의 예로는 동일한 청량음료 제품 카테고리에 있는 콜라 대 다이어트 콜라를 들 수 있다. 이 전략은 기존 제품과 관련된 브랜드 충성도 및 브랜드 인지도 때문에 수행된다. 소비자는 평판이 좋은 브랜드 이름이 없는 경쟁업체의 유사한 제품을 구매하는 것보다 평판이 좋은 브랜드 이름이 있는 신제품을 구매할 가능성이 더 높다. 소비자는 자신이 신뢰하는 브랜드로부터 제품을 받고, 제품을 제공하는 회사는 제품 포트폴리오를 늘리고 잠재적으로 경쟁 시장에서 더 큰 점유율을 얻을 수 있다.

## 같이 보기
- 스핀오프